# Antiveduto Gramatica

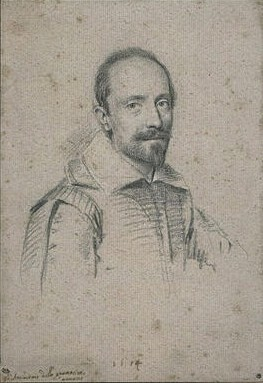
Antiveduto Gramatica

Antiveduto Gramatica, oder Grammatica (* um 1571 in Rom; † 13. April 1626 ebendort), war ein italienischer Maler des Frühbarocks.

## Leben
Der Geburtsort des Künstlers ist ungewiss: laut seinem Hauptbiographen G. Baglione war es zwischen Ende 1570 und Anfang 1571 während einer Reise seines Vaters von Siena in die Ewige Stadt in der Nähe von Rom. Obwohl sein Vater Imperiale die Geburt abwarten wollte, überredete ihn seine Frau Artemisia die Reise anzutreten. Während der Reise traten die Wehen ein und sie gebar das Kind in einer Taverne bei Rom. aus diesem Grund wurde sein Sohn „Antiveduto“ genannt.
Als Schüler des Perugianers Giovanni Domenico Angelini erwarb er den Spitznamen „gran Capocciante“ wegen seiner Spezialisierung auf das Malen von Köpfen berühmter Männer und war an der Wende vom 16. zum 17. Jahrhundert so erfolgreich, dass jeder Adlige, der durch Rom reiste, ein Porträt von ihm verlangte.
Bis 1591 war Antiveduto ein unabhängiger Künstler geworden und gründete eine Werkstatt, in der im Jahr 1592 für kurze Zeit Michelangelo Merisi da Caravaggio arbeitete.

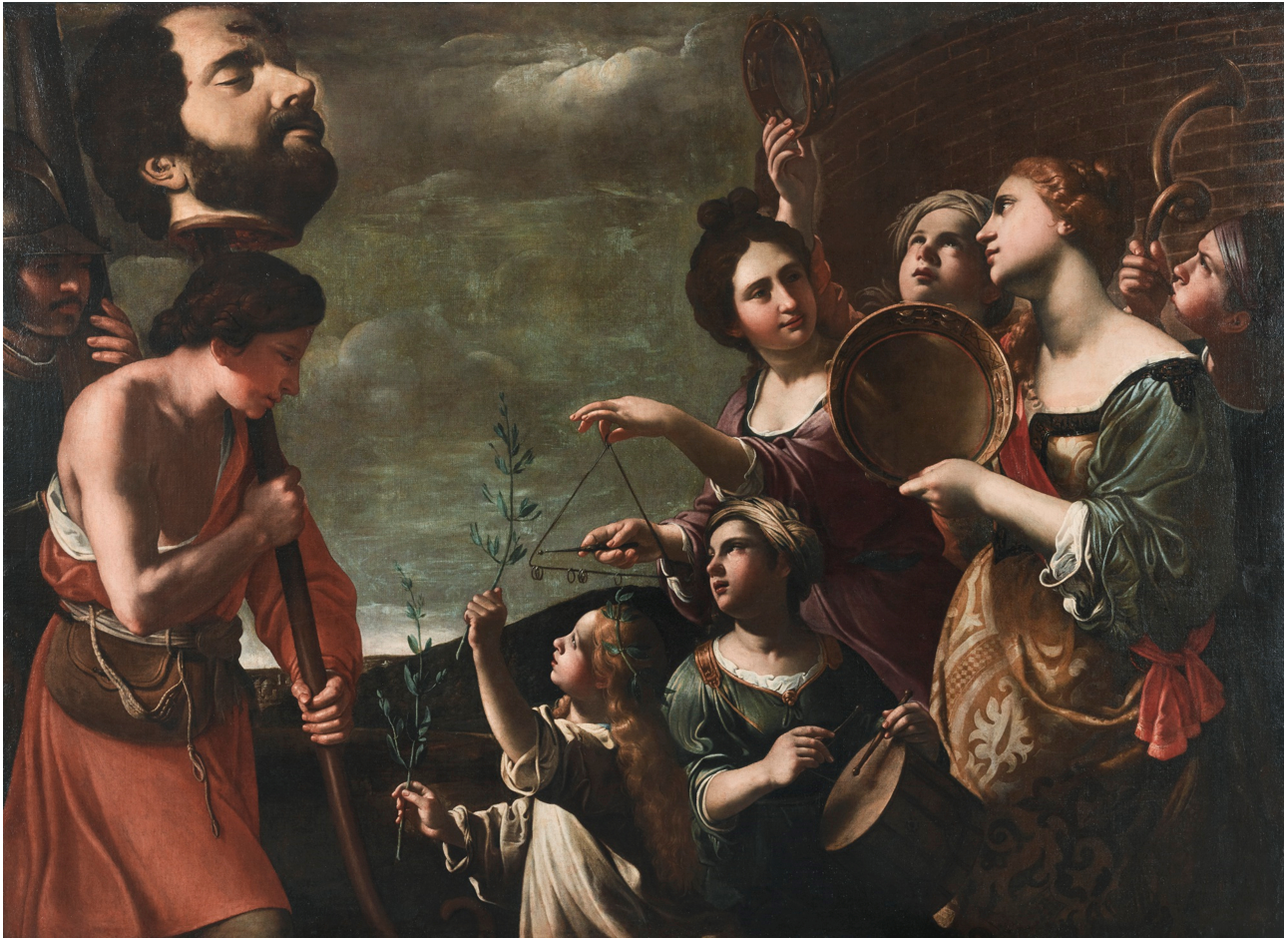
David kehrt triumphierend mit dem Kopf von Goliath zurück, Whitfield Fine Art

Seine ersten Werke waren ein Altarbild in der Kirche Santo Stanislao dei Polacchi in Rom und die Darstellung der Madonna in der zweiten Kapelle der Kirche Santa Maria della Scala. Später malte er die beiden Tondi der Heiligen Cäcilia und Heiligen Caterina, die sich in der Pinacoteca di Brera befinden, und die Anbetung der Hirten in der dritten Graziani-Kapelle in der Kirche San Giacomo degli Incurabili in der Via del Corso (Rom) (1622, 1625).
Im Jahr 1593 begann Antiveduto seine Zusammenarbeit mit der Accademia di San Luca im Jahr 1593 und wurde von Giulio Mancini als der Eifrigste in seinem Beruf beschrieben. Er gewann die Vertrauen der beiden Schutzherren der Akademie, Kardinal Federico Borromeo und Francesco Maria Bourbon Del Monte. Besonders der letzteren war ihm zugetan, sodass er 1624 in das höchste Amt des Vereins, das des „principe“, gewählt wurde. Bald darauf wurde er jedoch in die ersten Skandale verwickelt. Die Intrigen eines Feindes von Gramatica, Tommaso Salini, zwangen ihn nach dem Versuch, den Raphael zugeschriebenen Altar der Akademie zu verkaufen, zu seiner Verteidigung, bis Kardinal Del Monte intervenierte, um die Struktur der Akademie wiederherzustellen. Seine Erfolge waren mit dem Kardinal, der bei den Barberini hoch angesehen war, stark verbunden und sein Tod im April 1626 ging dem von Del Monte um vier Monate voraus.

## Museum
- Eremitage, St. Petersburg: Maria Magdalena am Grab des auferstandenen Christus.
- Museo Nacional del Prado, Madrid: Santa Cecilia.
- Kunsthistorisches Museum Wien: Singende Hl. Cäcilia mit zwei musizierenden Engeln.
- Muzeul Naţional Brukenthal, Sibiu/Hermannstadt: Brukenthal Museum.
- Kelvingrove Art Gallery and Museum, Glasgow: Hl. Katharina von Alexandria.
- Madonna mit Kind u. Hl. Anna.
- Maison D’Art Gallery, Monaco: Homepage Maison D’Art Gallery.